# Fianoniella subpolita
Fianoniella subpolita là một loài tò vò trong họ Ichneumonidae.